# Stadtarchiv Kiel
Das Stadtarchiv Kiel dokumentiert in seinen Beständen die Geschichte der Landeshauptstadt Kiel. Es bildet gemeinsam mit dem Stadt- und Schifffahrtsmuseum ein Institut im Amt für Kultur und Weiterbildung der Landeshauptstadt Kiel. Es übernimmt Dokumente aus der Kieler Stadtverwaltung, sichert sie und macht sie im Lesesaal und digital zugänglich. Das Fotoarchiv im Stadtarchiv Kiel ist eine der größten kommunalen Fotosammlungen in Deutschland. Rechtsgrundlagen der Tätigkeit des Stadtarchivs sind das Landesarchivgesetz Schleswig-Holstein und die Benutzungs- und Gebührensatzung des Stadtarchivs Kiel.

## Zuständigkeit
Das Stadtarchiv Kiel ist gesetzlich zuständig für die amtlichen Unterlagen der Landeshauptstadt Kiel. Dazu gehören auch Unterlagen von eingemeindeten Ortschaften und von Eigen- und Beteiligungsgesellschaften. Das Stadtarchiv sammelt darüber hinaus Dokumente jeder Art, die für die Stadtgeschichte von besonderem Wert sind. Das können zum Beispiel Archive von Vereinen, Unternehmen, Fotografen oder Persönlichkeiten sein.

## Bestände
Die Bestände des Stadtarchivs umfassen insgesamt etwa 6000 Regalmeter. Es verwahrt Urkunden, Akten, Amtsbücher, Karten und Pläne, Fotomaterialien und digitale Dokumente. Es unterhält außerdem eine stadthistorische Bibliothek mit rund 30.000 Bänden. Damit bietet es einen Zugang zu Dokumenten aus allen Perioden der Stadtgeschichte.

### Urkunden

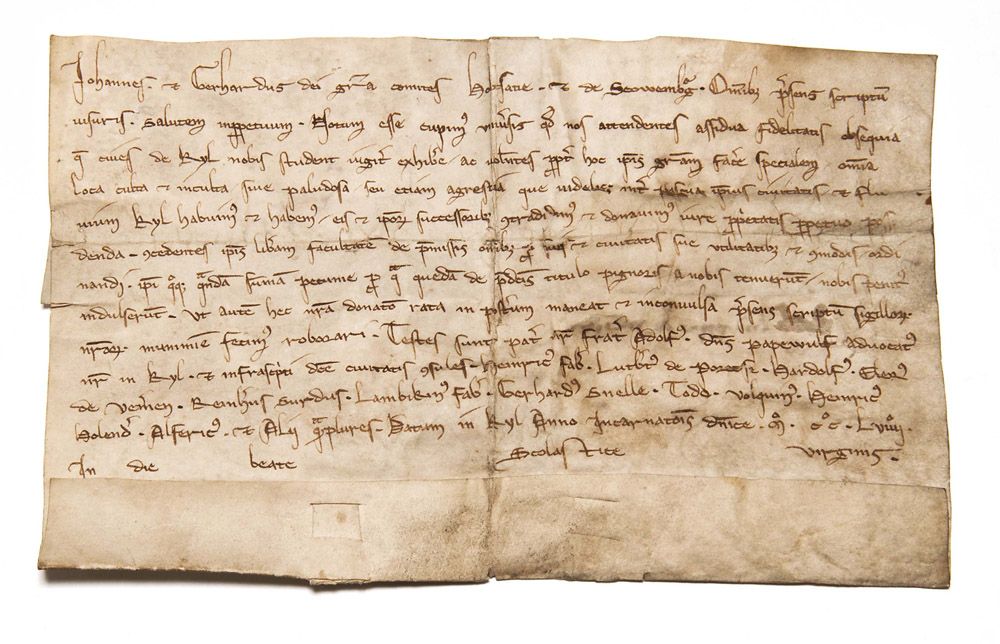
Älteste Urkunde des Stadtarchivs Kiel: Weideprivileg von 1259

Der Bestand an Urkunden umfasst rund 740 Nummern. Etwa die Hälfte des wertvollen Urkundenbestands bis zum Jahr 1600 ist bei der Auslagerung im Zweiten Weltkrieg verloren gegangen und nur noch abschriftlich überliefert. Die älteste Urkunde, das Weideprivileg von 1259, ist ein Vertrag über die Schenkung einer Wiese durch die Grafen von Holstein an die Stadt.

### Protokolle und Amtsbücher
Im Bestand der Protokolle und Amtsbücher finden sich vor allem Protokolle der Sitzungen der Stadtkollegien, Ausschüsse, Kommissionen und Gerichte, aber auch Stadt- und Rechnungsbücher, Personensteuerlisten und Personenstandsunterlagen. Auch die Protokolle der Ratsversammlung werden zu den Amtsbüchern geordnet. Unter anderem befindet sich dort das älteste Kieler Stadtbuch, das 1264 einsetzt.
Überregional besonders bedeutend sind die Protokolle des Vierstädtegerichts: Mit dem Vierstädtegericht schuf Friedrich I. von Dänemark (1471–1533) 1496 ein Berufungsgericht für das Herzogtum Holstein und löste damit den Rechtszug vor den Oberhof in Lübeck ab. Das Vierstädtegericht wurde durch Ratsherren aus Kiel (Vorsitz), Itzehoe, Oldesloe und Rendsburg besetzt.

### Akten der Stadtverwaltung

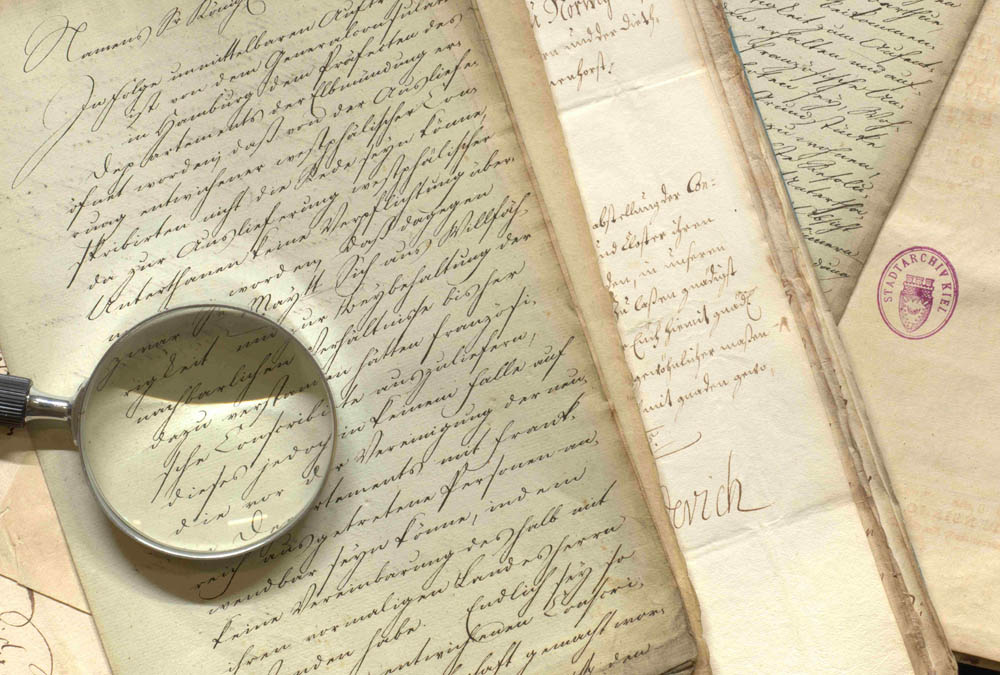
Dokumente im Stadtarchiv Kiel

Akten der Kieler Stadtverwaltung setzen im 16. Jahrhundert ein und sind bis heute der größte Archivbestand. In der Archivsystematik werden das Historische Archiv mit Akten bis 1945 und das Neue Archiv mit Akten nach 1945 unterschieden. Im Historischen Archiv finden sich auch Akten der Kieler Zünfte. Akten gehen ebenfalls aus Eigen- und Beteiligungsgesellschaften der Stadt ein. Der wichtigste Bestand ist hier die ältere Aktenüberlieferung der Kieler Stadtwerke.

### Eingemeindete Ortschaften
Die Verwaltungsakten der meisten eingemeindeten Orte wurden geschlossen erhalten und konnten ins Stadtarchiv überführt werden. In der Amtsbuchabteilung sind zudem Protokolle der Gemeindeversammlungen, Rechnungen, Personenstandsunterlagen und Personensteuerlisten der eingemeindeten Dörfer überliefert. Es handelt sich um folgende Bestände: Brunswik (1869), Wik (1893), Gaarden (1901), Gaarden-Ost, Ellerbek, Wellingdorf, Hassee, Hasseldieksdamm (1910), Holtenau, Pries und Friedrichsort (1922), Neumühlen-Dietrichsdorf (1924), Elmschenhagen (1939), Suchsdorf (1958), Schilksee (1959), Russee und Amt Moorsee mit Moorsee, Wellsee, Meimersdorf und Rönne (1970). Nur für wenige eingemeindete Orte gingen die Gemeinderegistraturen weitgehend verloren oder wurden innerhalb der Stadtverwaltung aufgeteilt (zum Beispiel Suchsdorf und Russee).

### Fotoarchiv
Das Stadtarchiv Kiel verfügt über ein umfangreiches Fotoarchiv, das auf rund 2 Millionen Aufnahmen geschätzt wird und das Profil des Archivs ausmacht. Einzelne Bestände wurden durch die Gesellschaft für Kieler Stadtgeschichte angekauft. Das Fotoarchiv umfasst große Negativbestände, die schrittweise digitalisiert und zugänglich gemacht werden. Die wichtigsten Bestände sind:
- 2.1 Städtische Lichtbildstelle: Circa 8.000 Glasplatten, 18.000 Dias und 120.000 Negative der städtischen Lichtbildstelle dokumentieren die städtebauliche Entwicklung Kiels ab Ende des 19. Jahrhunderts.

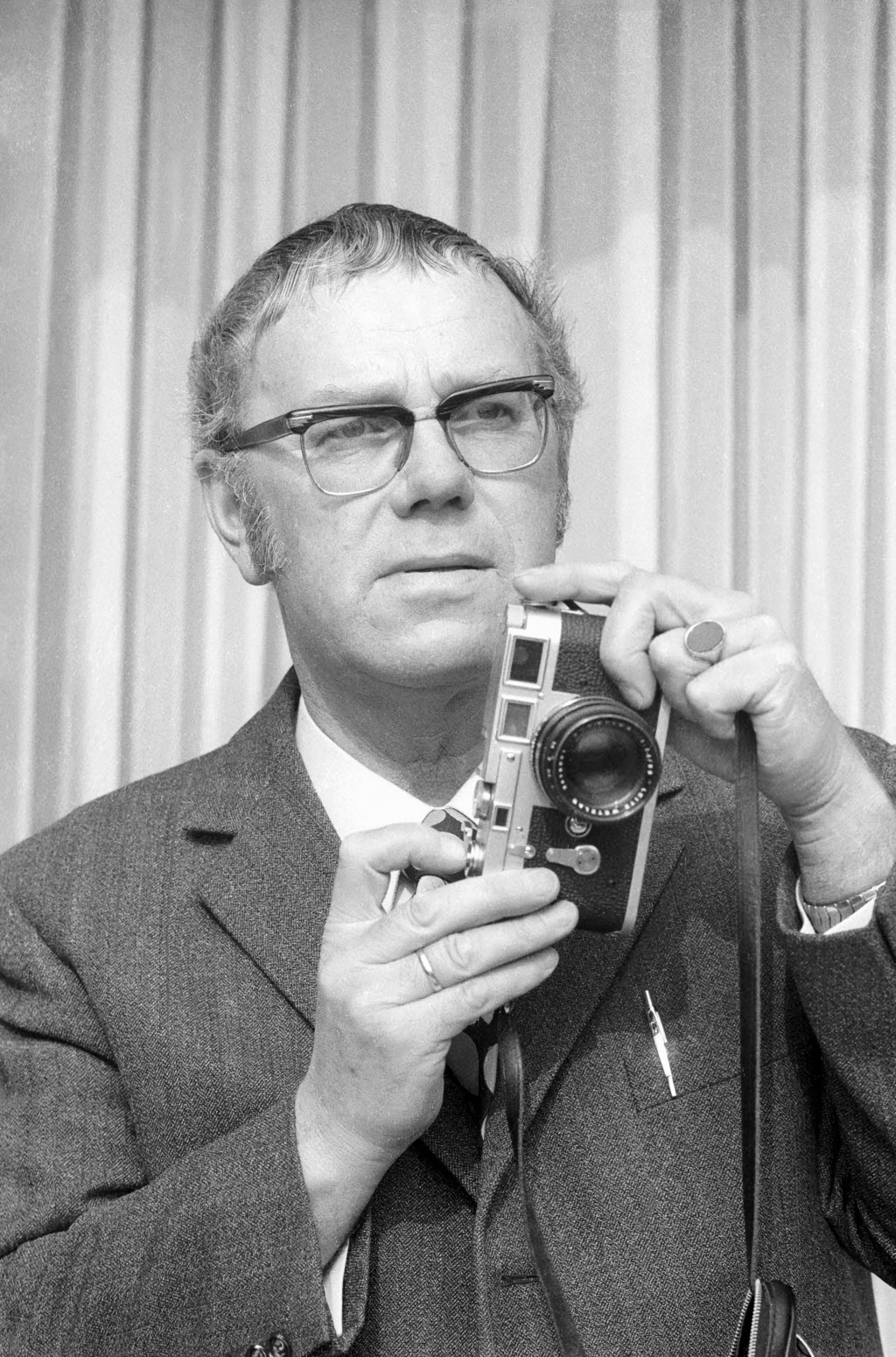
Friedrich Magnussen

- 2.3 Friedrich Magnussen (* 22. Januar 1914 in Kiel; † 30. Oktober 1987 in Kiel):Friedrich Magnussen Für die Kieler Nachrichten als Pressefotograf tätig, dokumentierte Friedrich Magnussen die Ereignisse des politischen und des alltäglichen Lebens der Stadt Kiel aus zahlreichen Blickwinkeln während der Nachkriegszeit, dem Wiederaufbau und des Wirtschaftswunders. Dieser für Kiel einzigartige Bildfundus umfasst etwa 500.000 Negative (1948–1987).
- 2.4 Bildnachlass Hermann Nafzger (* 21. April 1914 in Kiel; † 18. Februar 1995 in Kiel): Als Pressefotograf dokumentierte Hermann Nafzger mit seinen über 200.000 Aufnahmen die örtliche Zeitgeschichte Kiels ab der Nachkriegszeit (bis 1977), besonders das Alltagsgeschehen, die Industrie und das Gewerbe, sowie die Wiederaufbauzeit. Nafzger betrieb ab 1948 das erste Farblabor Schleswig-Holsteins.
- 2.5 Bildnachlass Wilhelm Schäfer (* 13. November 1872 in Gravenstein; † 2. Januar 1948 in Kiel): Der Marinefotograf dokumentierte umfassend die Kriegsschiffe der Königlich Preußischen Marine (ab 1848–1871), der Kaiserlichen Marine (1871–1918), der Reichsmarine (1922–1935) und der Kriegsmarine (1935–1945). So entstanden etwa 6.000 Aufnahmen (Glasplattennegative), die einen bedeutenden Fundus zur Marinegeschichte in Deutschland darstellen. Daneben entstanden auch zahlreiche Kieler Stadtansichten aus den 1910er-1930er Jahren.
- 2.6 Bildnachlass Erika Haendler-Krah (* 20. Oktober 1893 in Eckernförde; † 19. Juli 1979 in Kiel): Für das Kieler Stadttheater als Fotografin tätig, dokumentierte Erika Haendler-Krah die Theaterstücke der Spielzeiten des Opernhauses, des Schauspielhauses, sowie des Landestheaters und der Niederdeutschen Bühne. Darüber hinaus porträtierte sie Schauspielerinnen und Schauspieler des Theaterlebens und andere Persönlichkeiten. Ein einzigartiger Fundus zur Kieler Theatergeschichte mit etwa 150.000 Negativen, Glasplatten, Fotos (1944–1977).
- 2.9 Bildnachlass Helmut Beckmann (* 4. April 1926 in Kiel; † 22. März 2007 in Kiel): Helmut Beckmann dokumentierte als Sportfotograf für verschiedene Kieler Zeitungen die Sportereignisse in Kiel und Umgebung – wie zum Beispiel die olympischen Wettkämpfe 1972 oder die Kieler Woche. Der Bildnachlass umfasst etwa 140.000 Negative (1958–1990).
- 2.10 Bildvorlass Joachim Thode (* 1942 in Hamburg): Proben des Theaters Kiel (Oper, Schauspiel, Studio, Ballett und Jugendtheater) und der Niederdeutschen Bühne waren die Hauptmotive des Kieler Fotografen Joachim Thode, neben Aufnahmen vom Ostufer und Kieler Bunkern. Insgesamt umfasst der Bildvorlass etwa 450.000 Negative (1974–2003).
- 2.20 Bildnachlass Rudolf Schenck (* 9. Mai 1907 in Kiel; † 1981 in Kiel): Der Pressefotograf machte vor allem Sport- und Alltagsaufnahmen in der direkten Nachkriegszeit.

Sammlungen von ca. 7000 Kieler Ansichtskarten und von etwa 450 Fotoalben ergänzen die Bestände des Fotoarchivs.

### Bestände anderer Einrichtungen, Behörden und Vereine
Außer städtischen Beständen verfügt das Stadtarchiv auch über Bestände aus weiteren Einrichtungen, Behörden und Vereinen. Besonders wichtige Bestände sind:
- Kirchenarchiv: Die ältere Aktenüberlieferung des Stadtkonsistoriums und der Pastorate und Kirchgeschworenen von St. Nikolai und der Heiligengeistkirche umfasst 1373 Archivalien von 1334 bis 1906.
- Gut Seekamp/Stift: Das Gut war über Jahrhundert der Herrschaftsmittelpunkt für die Stadtteile nördlich des Nord-Ostsee-Kanals Holtenau, Pries-Friedrichsort und Schilksee. Das Gutsarchiv gelangte in städtischen Besitz, als die Stadt das Gut 1929 käuflich erwarb. Es umfasst 128 Archivalien von 1714 bis 1892.
- Kieler Stadtkloster: Stiftung zum Betrieb von Pflegeeinrichtungen, die sich zurückführt bis auf das 1257 gegründete Heiligengeistspital. Gegründet 1820 aus vier Vorgängerstiftungen (Heiligeneistkloster, Jürgenkloster, St. Annen- und Erasmikloster); der Bestand umfasst 591 Archivalien von 1563 bis 1999.
- Gesellschaft freiwilliger Armenfreunde: 1792 gegründet, übernahm die Gesellschaft zentrale Aufgaben der sozialen Fürsorge, u. a. durch Unterhaltung von Arbeitshäusern, Arbeitsvermittlung, soziale Hilfen, Volksküchen, Anlage von Pachtgärten, aber auch Gründung der Kieler Spar- und Leihkasse, Volksbibliotheken und Zeitungen. Der Bestand umfasst 1118 Archivalien von 1770 bis 1960.
- Gesellschaft Harmonie: Bedeutendste gesellige Vereinigung des städtischen Bürgertums, gegründet 1800; der Bestand umfasst 78 Archivalien von 1800 bis 1896.
- Schleswig-Holsteinischer Städteverein: Vereinigung der schleswig-holsteinischen Städte, Vorgänger des Schleswig-Holsteinischen Städteverbands. Der Bestand umfasst 177 Archivalien von 1873 bis 1946.
- Turnverein Hassee-Winterbek (THW) Kiel: Im 1909 gegründeten THW Kiel wird seit 1923 Handball gespielt; der Verein ist heute bekannt als Rekordmeister im Handballsport. Der Bestand umfasst 63 Archivalien von 1919 bis 2003.
- Corps Holsatia: Das älteste Corps an der Christian-Albrechts-Universität wurde 1823 gegründet. Der Bestand umfasst 187 Archivalien von 1823 bis 1965.

## Verein Zeitzeichen: Archiv der neuen sozialen Bewegungen
Herausragender Sonderbestand im Stadtarchiv Kiel ist das Archiv der neuen sozialen Bewegungen, das der Verein Zeitzeichen seit 1992 zusammengetragen und 2003 dem Stadtarchiv Kiel überlassen hat. Die umfangreiche Sammlung von Flugblättern, Druckschriften und sonstigen Materialien dokumentiert die um 1968 entstehenden sozialen Bewegungen, aus denen sich Themenfelder wie Schüler- und Studentenproteste, politischer Widerstand und Terrorismus, Hausbesetzungen, Antirassismus und Anfänge der Umwelt-, Frauen- und Friedensbewegung erschließen lassen. Der Bestand umfasst 1154 Archivalien von 1952 bis 2003.

## Kieler Kodex des Lübischen Rechts

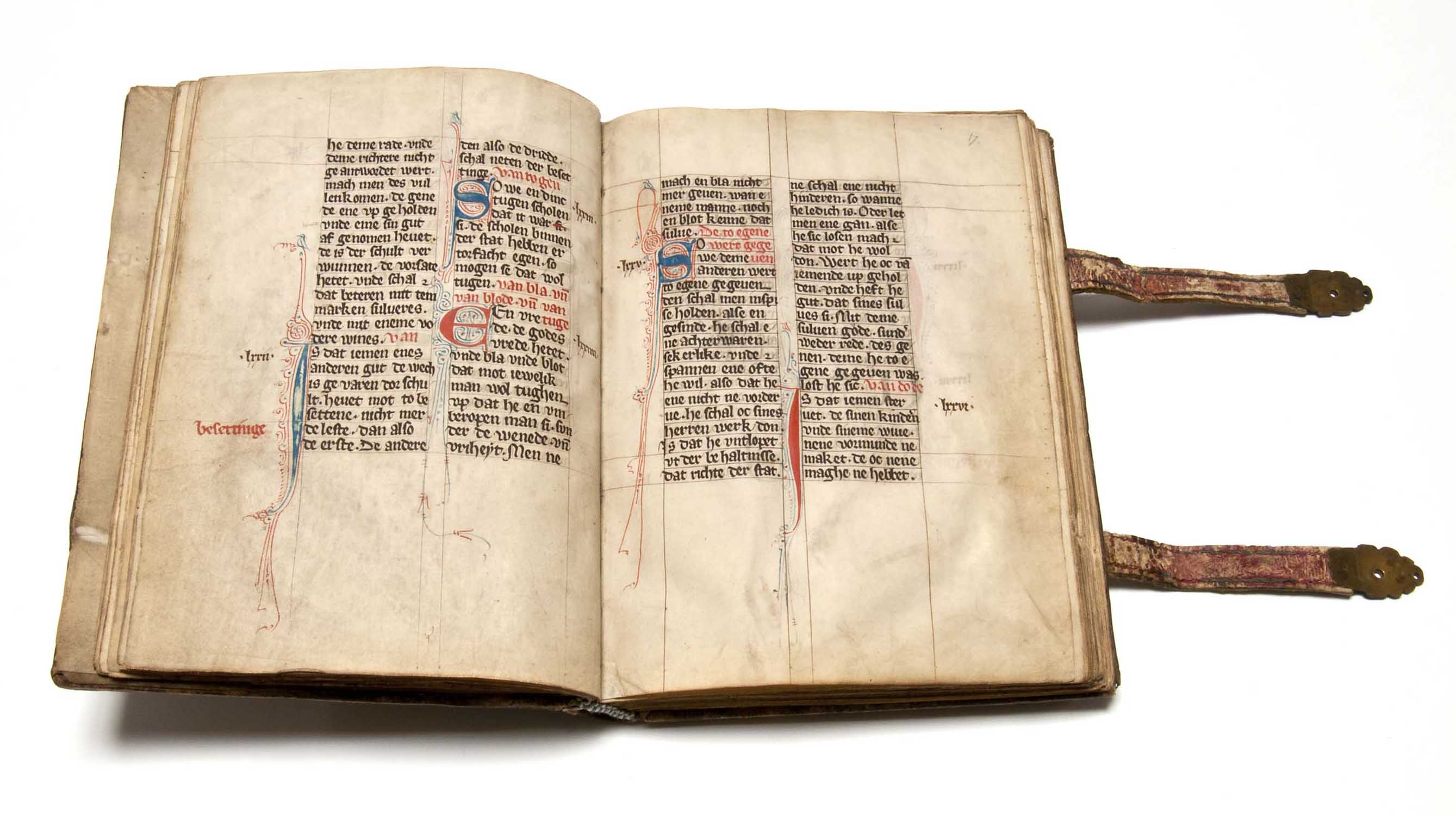
Kieler Kodex des Lübischen Rechts

Bedeutendstes Einzelstück im Bestand des Kieler Stadtarchivs ist der Kieler Kodex des Lübischen Rechts (Signatur 79413). Die reich verzierte Handschrift entstand um 1282 in Lübeck und wurde dort bis etwa 1350 weitergeführt. Sie ist die älteste Überlieferung des mittelniederdeutschen Lübecker Stadtrechts und diente als Vorlage für alle weiteren Kodices des Lübischen Rechts. Der Kodex gehörte dem Lübecker Rat und gelangte erst im 18. Jahrhundert auf ungeklärtem Weg in den Besitz des Kieler Magistrats. Nach der Kriegsauslagerung galt der Kodex als verschollen, wurde aber aus einem Archiv in Armenien 2003 nach Kiel zurückgeführt.

## Geschichte
Seit der Gründung der Stadt hat der Rat die wichtigsten Dokumente systematisch aufbewahrt. Das Urkundenarchiv bildete den Grundstock des späteren Stadtarchivs.

### Erste Ordnung durch Asmus Bremer
Ordnung in das Magistratsarchiv brachte erstmals der Kieler Bürgermeister Asmus Bremer (* vor 1652; † 31. Juli 1720 in Kiel), der ein alphabetisches Sachregister zum Archiv erstellte. Bremer erstellte auch eine Chronik besonderer Vorfälle und überlieferte zahlreiche Urkunden abschriftlich. In der Folgezeit geriet das Archiv wiederholt in Unordnung, eine Ordnung und Aktualisierung des Registranten wurde 1766 vom General-Landes- und Öconomie-Verbesserungs-Directorium angemahnt. 1769 legte der Magistrat einen neuen Registrant vor.

### Gründung des Stadtarchivs
Einen wichtigen Impuls zur Gründung des Stadtarchivs setzte die Gesellschaft für Schleswig-Holstein-Lauenburgische Geschichte, die 1873 mit den Arbeiten für ein Urkundenbuch der Stadt Kiel begonnen hatte. In diesem Zusammenhang bemängelte sie gegenüber dem Magistrat die unzureichende Ordnung und Aufbewahrung der Urkunden und konnte die temporäre Einstellung eines Historikers für das Urkundenarchiv durchsetzen. 1873/74 ordnete Paul Hasse (* 8. Juni 1847 in Lübeck; † 30. April 1907 in Lübeck) das Kieler Urkundenarchiv und fertigte Abschriften an.
Unter besonderen Zwang zur Ordnung des Archivs kam der Kieler Magistrat aber erst durch den Wiker Hafenprozess, den die Stadt Kiel 1899 bis 1904 gegen den Marinefiskus führte, um ein städtisches Eigentumsrecht am Kieler Hafen durchzusetzen. Im Prozessverlauf hatte die Stadt zahlreiche historische Dokumente bis zurück zur Stadtgründung vorzulegen. Die fehlende Betreuung des Archivs machte sich negativ bemerkbar. Die Stadt verlor den Prozess unter anderem, weil die Stadtgründungsurkunde nicht mehr im Original vorhanden war. Die Einrichtung des Stadtarchivs war eine direkte Folge dieser Erfahrung. Als Gründungsjahr des Stadtarchivs als eigenständige wissenschaftliche Einrichtung gilt das Jahr 1907, als erstmals mit Franz Gundlach (* 23. November 1871 in Kassel; † 2. Februar 1941 in Kassel) ein ausgebildeter Archivar für das Stadtarchiv eingestellt wurde.
1911 zog das Stadtarchiv ins neu errichtete Rathaus am Neumarkt. Dort erhielt es Räumlichkeiten im Rathausturm, die es bis heute nutzt.

### Auslagerung und Verluste im Zweiten Weltkrieg
Nach der Pensionierung von Franz Gundlach 1933 übernahm Willy Andreas Ziegenbein (* 30. November 1908 in Kiel; † 1. Juni 1993 in Kiel), Magistratsrat und wichtiger Vertrauter des NSDAP-Oberbürgermeisters, neben zahlreichen anderen Ämtern die Leitung des Stadtarchivs. Erst 1939 war das Stadtarchiv wieder operativ arbeitsfähig, als die Juristin Hedwig Sievert (* 7. Mai 1907 in Kiel; † 20. Januar 1980 in Kiel) als Stadtarchivarin eingestellt wurde. 

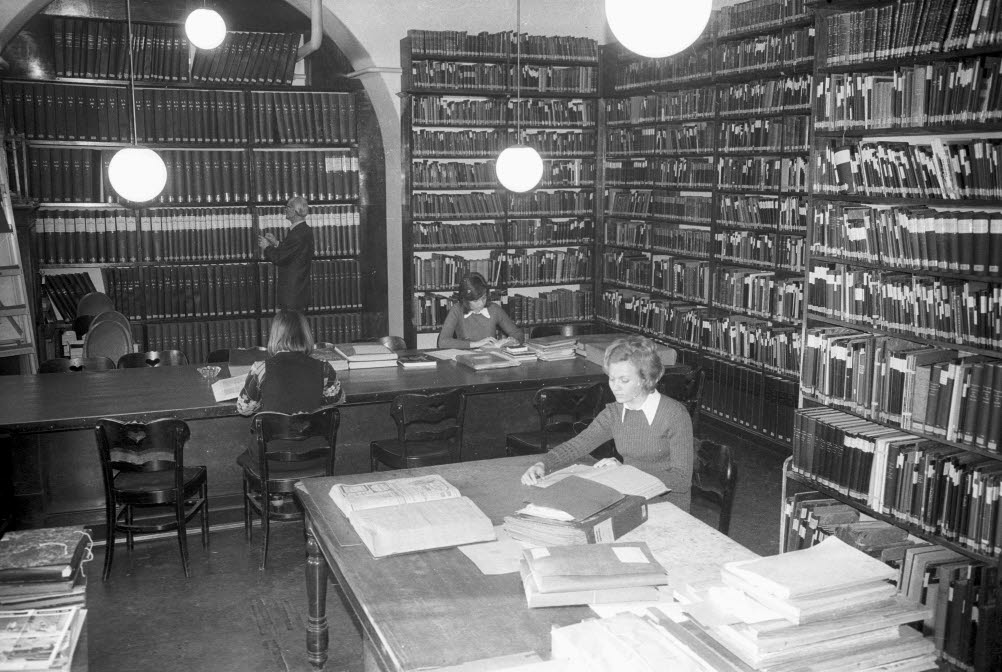
Lesesaal des Stadtarchivs 1973

Sievert organisierte die Auslagerung von Archivgut zum Schutz vor Luftangriffen. Die ältesten und wertvollsten Bestände konnte sie 1942 im Haus des Bürgermeisters der Stadt Putlitz in Brandenburg unterbringen. Weiteres Kieler Archivgut wurde 1942 nach Dresden, 1944 in ein Bergwerk bei Heilbronn und 1945 auf das Gut Schönweide transportiert. Im Haus des Putlitzer Bürgermeisters richtete 1945 die Rote Armee ein Lazarett ein. Etwa die Hälfte der dort gelagerten Archivalien konnte ein Putlitzer Kaufmann aus dem Keller des Hauses bergen, der dann für die Rückführung bis 1947 sorgte. Die übrigen Archivalien werden bis heute vermisst, nur vereinzelt sind noch Stücke aufgetaucht und zurückgeführt worden.

## Digitalisierung
Das Stadtarchiv Kiel veröffentlicht seit 2012 seine Findmittel online und stellt sie im Archivportal D zur Verfügung. Es digitalisiert systematisch vor allem im Fotoarchiv und veröffentlicht, soweit rechtlich möglich, die Digitalisate und Metadaten unter freien Lizenzen. Seit 2015 ist das Fotoarchiv-Online frei geschaltet, in dem sich rund 40.000 digitalisierte Fotos finden. Rund 28.000 Digitalisate aus dem Bestand Friedrich Magnussen sind auch auf Wikimedia verfügbar. Das Stadtarchiv Kiel sieht sich dem Open-Access-Prinzip zu kulturellem Erbe verpflichtet.

## Leiter des Stadtarchivs
- Franz Gundlach (1906–1933)

- Hedwig Sievert (1939–1972)
- Jürgen F. Jensen (1973–2004)
- Doris Tillmann (2004–2021)
- Johannes Rosenplänter (2021–)